# Österreichischer Rundfunk
Österreichischer Rundfunk, ORF (en alemany, Radiodifusió Austríaca) és la ràdio i televisió pública d'Àustria. ORF és l'empresa mediàtica més gran d'Àustria i té la seu central a Viena. També disposa d'estudis en cadascun dels bundesländer, i des del 1975, a Bozen, al Tirol del Sud, Itàlia.

## Emissores de ràdio de l'ORF
- Ö1 és una emissoral cultural i de notícies

- L'antiga Ö2 va ser substituïda per nou canals regionals, un per cadascun dels bundesländer:
  - Radio Burgenland
  - Radio Kärnten
  - Radio Niederösterreich
  - Radio Oberösterreich
  - Radio Salzburg
  - Radio Steiermark
  - Radio Tirol
  - Radio Vorarlberg
  - Radio Wien

- Hitradio Ö3 és una emissora de música pop, i amb uns tres milions d'oients, és la ràdio austríaca més seguida

- FM4 està especialitzada en música pop alternativa i concerts

- Radio 1476 emet en ona mitjana des de les 18:00 fins a mitjanit. La seva programació és una mescla de programes d'Ö1, programes per a minories lingüístiques i culturals, música folk i produccions especials. Emet des de Bisamberg, a prop de Viena, a la freqüència 1476 kHz de Viena, amb una potència de 60 kW.

- Ö1-Inforadio és una emissora per internet, que emet notícies durant les 24 hores.

- Radio Austria 1 Internacional és una versió d'Ö1 que es transmet a través d'ona curta i per satèl·lit.

## Canals de televisió de l'ORF
- ORF1
- ORF2, amb programes regionals
- ORF SPORT PLUS
- TW1, utilitza la mateixa freqüència que ORF SPORT PLUS
- 3 Sat, en associació amb ARD, ZDF i SF DRS
- Arte

## Directors de l'ORF
- Oskar Czeija : 1924-1938
- Josef Scheidl : 1960-1967
- Gerd Bacher : 1967-1974
- Otto Oberhammer : 1974-1978
- Gerd Bacher : 1978-1986
- Thaddäus Podgorski : 1986-1990
- Gerd Bacher : 1990-1994
- Gerhard Zeiler : 1994-1998
- Gerhard Weis : 1998-2001
- Monika Lindner : 2002 - 31 de desembre de 2006
- Alexander Wrabetz : des de l'1 de gener de 2007 fins a l'actualitat